# Afrikanische Kirchen
Afrikanische Kirchen, oder auch Afrikanisch-Unabhängige Kirchen, sind jene Gemeinden und Sonderformen des Christentums in Afrika, die nicht von europäischen oder amerikanischen Missionaren oder Kolonialisten der Neuzeit, sondern stattdessen von Afrikanern vornehmlich für Afrikaner in Afrika als antikoloniale Bewegung gegründet wurden. Hierbei kann man nicht von einer homogenen religiösen Gemeinschaft reden, sondern es handelt sich um eine uneinheitliche Bewegung von zehntausenden Kirchen. Neben den altorientalischen Kirchen in Nordost- und Ostafrika sind damit vor allem neuzeitliche unabhängige Kirchen südlich der Sahara gemeint. Die Rastafari-Bewegung wird dagegen nicht dazu gezählt, da ihre Ursprünge in der Karibik liegen, auch wenn sie einige Ähnlichkeiten zu den Afrikanischen Kirchen aufweist.

## Überblick
Afrikanische Kirchen werden unter der Abkürzung AIC zusammengefasst, wobei AIC, je nachdem welcher Aspekt der Kirchengründungen oder der Kirchengemeinden betont werden soll, verschieden aufgeschlüsselt wird und mit African Independent Church, African Initiated Church, African Initiatives in Christianity, African Indigenous Churches oder African Instituted Churches wiedergegeben werden kann.
- Große AICs sind unter anderem:
  - African Church of the Holy Spirit (Kenia)[4]
  - African Israel Niniveh Church (Kenia)
  - Aladura-Kirchen in Nigeria und Westafrika, siehe auch Religion der Yoruba
  - Kimbanguistenkirche (Kongo-Zaire), die einem eigenen Propheten folgt
  - Zion Christian Church (Südafrika, aber auch Mosambik, Sambia und Simbabwe): eine protestantische Abspaltung, nicht zu verwechseln mit der evangelikalen Richtung des Christlichen Zionismus oder der afroamerikanischen African Methodist Episcopal Zion Church in den USA
  - Legio Maria (Kenia), eine von der katholischen Kirche abgespaltene Kirche mit schwarzem Jesus und eigenem Papst

## Verwandtschaft
Viele Afrikanische Kirchen sind mit der Pfingstbewegung verwandt. Häufig werden auch die afrikanischen charismatischen Pfingstkirchen zu den AICs gezählt.

## Entstehungsgeschichte
Ein wichtiger erster Schritt auf dem Weg zu den heutigen Afrikanischen Kirchen war der Äthiopismus, der im 19. Jahrhundert zunächst in West- und dann in Südafrika als Gegenbewegung zur europäischen Vereinnahmung der Ausdeutung des Evangeliums entstand. Das Einbetten der traditionellen afrikanischen Kulturen in das Christentum ist identitätsstiftend für AICs. Im Gegensatz zu Missionskirchen zeichnen sich Afrikanische Kirchen durch institutionelle und finanzielle Unabhängigkeit aus.
Die Entstehung der AICs lässt sich in drei Phasen einteilen: Die klassischen AICs, klassische Pfingstkirchen und Neo-Pfingstkirchen. Seit ca. 1880 sind die klassischen AICs durch die Abgrenzung zu den europäischen und amerikanischen Missionskirchen (auch traditionelle Kirchen) und den Protest gegen deren Auslegung der Bibel geprägt. Ab ca. 1910 sind klassische afrikanischen Pfingstkirchen durch eine ausgeprägte Parusienaherwartung (Erwartung der baldigen Rückkehr Christi auf die Erde zum Jüngsten Gericht) von weltlichen und politischen Belangen eher zurückgezogen und konzentrieren sich stärker auf charismatische Elemente innerhalb ihrer Gemeinde. Zudem kam eine Indigenisierung, die Integration traditionell afrikanischer Elemente, der Glaubensformen und -inhalte hinzu. Die jüngste dieser Bewegungen sind ab ca. 1970 die Neo-Pfingstkirchen. Sie verstehen Wohlstand und politischen Einfluss als positive Auszeichnung durch Gott. AICs der dritten Generation verstehen sich als Teil der globalen Pfingstbewegung und betonen die Wirkung des Heiligen Geistes im persönlichen Leben.

## Sozioökonomischer Aspekt
Forschungen heben hervor, dass AICs in vielen Ländern des subsaharischen Afrikas wichtige Akteure sozioökonomischer Entwicklung sind.
Schon seit Anfang des 19. Jahrhunderts gibt es die Ansicht, dass sich religiöses und wirtschaftliches Wachstum positiv bedingen.
Daran anknüpfend gibt es gegenwärtig immer mehr Wissenschaftler und Forschungsgruppen die die global stark anwachsenden Glaubensgemeinschaften der AICs auf deren Aktivitäten zur Förderung eines Wirtschaftswachstums hin untersuchen. Es stellt sich die Frage, inwiefern AICs als Partner für die internationale Entwicklungszusammenarbeit fungieren können und einen Nährboden für wirtschaftlichen Aufschwung darstellen. Denn im Zeitalter des 21. Jahrhunderts bedeutet Entwicklung vor allem ökonomische Entwicklung.
AICs sind als wirtschaftlicher Erfolgsfaktor in der Lage ein positives Sozialkapital zu fördern. Dies soll in diesem Sinne bedeuten: „a Network that enable individuals to act collectively“. Der Förderung eines positiven Sozialkapitals folgt ein erhöhtes gegenseitiges Vertrauen. Friedliches Gemeinschaftsleben wirkt sich möglicherweise i. V. m. den spezifischen Wertevermittlungen und Praktiken der AICs positiv auf die Ökonomie aus.
Die christliche Datenbank Adherents.com gibt an, dass die afrikanischen Kirchen mit 110 Millionen Anhängern weltweit die drittgrößte christliche Konfessionsgruppe seien (nach der römisch-katholischen und den orthodoxen Kirchen und vor der Pfingstbewegung). Laut Mindermeinung sollen mehr als ein Drittel aller afrikanischen Christen diesen unabhängigen Kirchen folgen; dies ist allerdings umstritten. Andere Schätzungen gehen von mindestens einem Fünftel aus.